# Saenara Motor Company
Saenara Motor Company – dawny południowokoreański producent samochodów osobowych z siedzibą w Inczonie działający w latach 1962–1963.

## Historia
Historia przedsiębiorstwa rozpoczęła się w 1955 roku, w początkowej fazie skupiając się na produkcji części samochodowych, by w listopadzie 1962 roku zmienić nazwę na Saenara Motors. Nawiązano współpracę z japońskim Nissanem, rozpoczynając licencyjną produkcję modelu Datsun Bluebird pod nazwą Saenara Bluebird w fabryce producenta w Inczonie. Po niespełna pół roku produkcji i 2773 sztukach Bluebirda, została ona wstrzymana, a fabrykę zamknięto z powodu zawirowań politycznych w Korei Południowej i wstrzymania importu, uniemożliwiającego dalszą działalność zakładu. 

## Modele samochodów

### Historyczne
- Bluebird (1962–1963)